# Anhaltende Trauerstörung
Die anhaltende Trauerstörung (englisch prolonged grief disorder (PGD)) beschreibt eine psychische Störung, bei der ein Hinterbliebener in Folge eines schwerwiegenden Verlustes (meist Tod einer nahestehenden Person) eine pathologische Trauerreaktion entwickelt.
Sie ist gekennzeichnet durch eine abnorme und persistierende Sehnsucht nach und Beschäftigung mit dem Verstorbenen, oft begleitet von Wut, Schuldgefühlen und Schwierigkeiten, den Verlust zu akzeptieren, sowie mit der Unfähigkeit, sich in soziale und andere Aktivitäten nach dem Trauerfall wieder einzufinden. Eine anhaltende Trauerstörung kann nur diagnostiziert werden, wenn die Reaktion sowohl zeitlich als auch in der Intensität das Maß einer normalen Trauer übersteigt. Diese muss als eine natürliche Reaktion auf einen Verlust gesehen werden, wobei unterschiedliche kulturelle, soziale und religiöse Normen zu berücksichtigen sind.

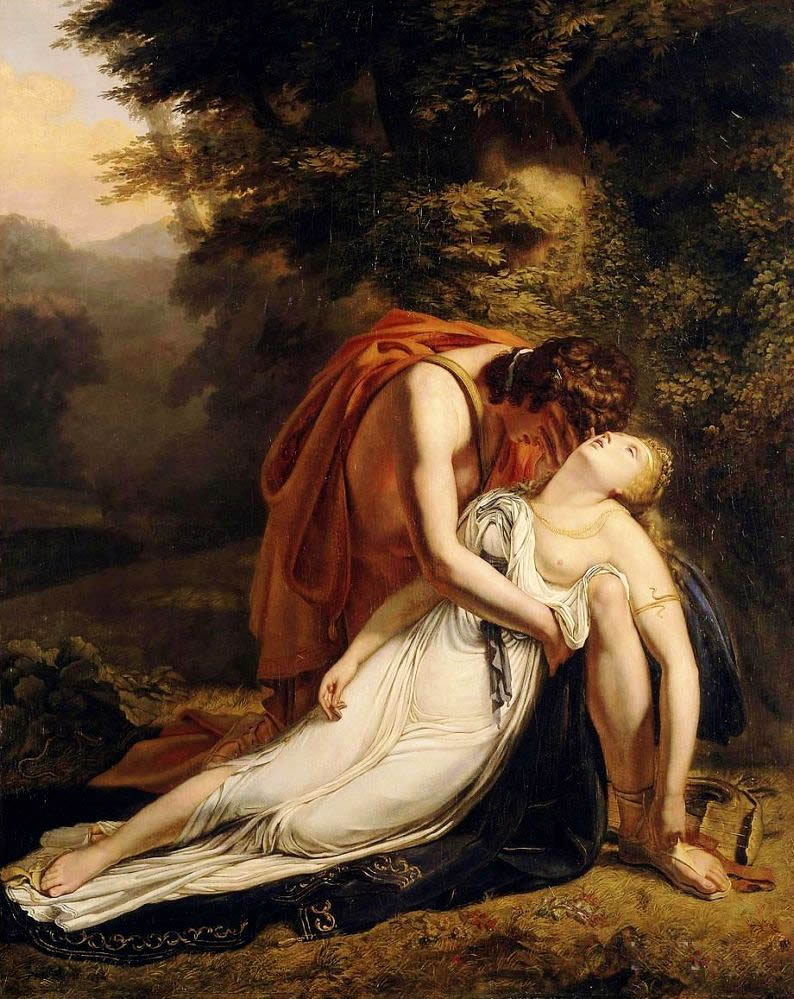
Orpheus betrauert den Tod von Eurydike, 1814 Gemälde von Ary Scheffer

## Diagnostik
Die ICD-11 wurde im Mai 2019 von der Weltgesundheitsorganisation verabschiedet und trat 2022 in Kraft. In diese fand die anhaltende Trauerstörung als eigenständige, spezifisch belastungsassoziierte Störung Eingang.

### Diagnosekriterien nach ICD-11
„Eine anhaltende Trauerstörung ist eine Störung, bei der nach dem Tod eines Partners, eines Elternteils, eines Kindes oder einer anderen Person, die den Hinterbliebenen nahe stand, eine anhaltende und tiefgreifende Trauerreaktion auftritt, die Sehnsucht nach dem Verstorbenen oder anhaltende Beschäftigung mit dem Verstorbenen gekennzeichnet ist, begleitet von intensivem emotionalem Schmerz (z. B.
- Traurigkeit;
- Schuldgefühle;
- Wut;
- Verleugnung;
- Schuldzuweisung;
- Schwierigkeiten, den Tod zu akzeptieren;
- das Gefühl, einen Teil von sich selbst verloren zu haben;
- die Unfähigkeit, eine positive Stimmung zu erleben;
- emotionale Gefühllosigkeit;
- Schwierigkeiten, sich an sozialen oder anderen Aktivitäten zu beteiligen).

Die Trauerreaktion hat über einen atypisch langen Zeitraum nach dem Verlust angehalten (mindestens 6 Monate) und übersteigt eindeutig die erwarteten sozialen, kulturellen oder religiösen Normen für die Kultur und den Kontext der Person.
Länger andauernde Trauerreaktionen, die im kulturellen und religiösen Kontext der Person innerhalb eines normativen Zeitraums der Trauer liegen, werden als normale Trauerreaktionen angesehen und nicht diagnostiziert.
Die Störung verursacht eine bedeutsame Beeinträchtigung in persönlichen, familiären, sozialen, ausbildungsbezogenen, beruflichen oder anderen wichtigen Funktionsbereichen.“

### DSM-5-TR
Die anhaltende Trauerstörung erhielt Einzug in die 2022 erschienene DSM-5-TR als „Prolonged Grief Disorder“. Die Diagnose wird gestellt, wenn eine Person nach dem Tod eines nahestehenden Menschen über einen längeren Zeitraum hinweg intensive und anhaltende Trauer empfindet.
Schlüsselsymptome sind eine intensive Sehnsucht oder Beschäftigung mit dem Verstorbenen sowie zusätzliche Anzeichen wie Störungen des Identitätsgefühls, Schwierigkeiten, den Tod zu akzeptieren, intensiver emotionaler Schmerz oder Gefühllosigkeit, das Gefühl, sehr einsam zu sein, und der Eindruck, das Leben sei sinnlos. Die Symptome müssen eine erhebliche Belastung oder Beeinträchtigung darstellen, über die kulturellen Erwartungen an die Trauer hinausgehen und sich nicht besser durch eine andere psychische oder medizinische Erkrankung erklären lassen.

## Häufigkeit der anhaltenden Trauerstörung
Bisher gibt es nur wenige hinreichend valide Studien über Prävalenz, Komorbidität und besonders betroffene Gruppen, wie eine Metastudie zeigte. Deutlich ist nur, dass ältere Männer häufiger betroffen sind. Aufgrund der unterschiedlichen Kriterien, der unterschiedlichen Methoden der Erhebung wie zum Beispiel mithilfe von Fragebögen oder Interviews und der verstrichenen Zeitspanne seit dem Todesfall liegen sehr unterschiedliche Schätzungen vor. Die wenigen repräsentativen Studien berichten von einer geringen Prävalenz. In einer großen deutschen repräsentativen Gruppe von Personen zwischen 14 und 95 Jahren gab es eine Gesamtprävalenz von 3,7 Prozent. Aufgrund der geringen Prävalenz und der Komorbidität mit anderen Störungen wurde die Aufnahme in die ICD-11 gelegentlich als überflüssige und schädliche Pathologisierung der Trauer kritisiert.

## Anhaltende Trauerstörung bei Kindern und Jugendlichen
Es gibt noch keine geeigneten Diagnosekriterien für Kinder und Jugendliche und es muss sich somit vorerst auf das klinische Urteil verlassen werden. Es stellt eine große Herausforderung dar, zwischen pathologischer und normaler Trauerreaktion zu unterscheiden, vor allem weil der Entwicklungsstand und das damit einhergehende Todeskonzept und Todesverständnis bei Kindern und Jugendlichen bedeutende Rollen spielen. Die Schwierigkeit besteht vor allem darin, genau vorhersagen oder definieren zu können, wie Kinder auf einen Verlust, also den Tod einer Bezugsperson, reagieren werden. Sehr junge Kinder denken qualitativ anders als ältere Kinder. Die meisten verstehen noch nicht die Aspekte der Allgemeinheit, Beständigkeit und Dysfunktionalität des Todes. Neben der kognitiven Kapazität spielt bei Kindern auch die sprachliche Entwicklung eine Rolle. Es ist Kindern eines gewissen Alters nicht möglich, ihre Emotionen sprachlich auszudrücken oder zu äußern, was sie benötigen. Diese Aspekte müssen sowohl bei den noch ausstehenden Diagnosekriterien, als auch bei den anzuwendenden Therapieverfahren berücksichtigt werden. Erste Behandlungsmaßnahmen in Richtung kognitiver Verhaltenstherapie finden Anwendung bei Kindern und Jugendlichen. Empirische Studien können die Effektivität noch nicht ausreichend bestätigen, weshalb randomisierte, kontrollierte Studien empfohlen werden.

## Behandlung
Behandelt wird die anhaltende Trauerstörung mit Hilfe einer Psychotherapie, das heißt approbierte Psychotherapeuten und Psychotherapeutinnen der Fachkunden Tiefenpsychologie, Verhaltenstherapie, Analytischer Therapie und systemischer Therapie sind für die Behandlung qualifiziert. Wirksamkeitsstudien zeigten, dass hier die kognitive Verhaltenstherapie eine der effektivsten Behandlungsmethoden ist. Aber auch neuere, innovativere Methoden, wie z. B. internetbasierte Therapieprogramme, welche ebenfalls auf dem kognitiv-verhaltenstherapeutischen Ansatz basieren, liefern ähnliche Erfolgsergebnisse und eine Linderung des Leidensdrucks.

### Kognitiv-verhaltenstherapeutische Therapieansätze
In den letzten Jahren sind verschiedene kognitiv-verhaltenstherapeutische Ansätze zur Behandlung der Anhaltenden Trauerstörung entwickelt worden. Die populärsten sind die kognitive Verhaltenstherapie nach Boelen, van den Hout und van den Bout (2006), welche 12 Sitzungen umfasst, die Complicated Grief Treatment (CGT) nach Shear, Frank, Houck und Reynolds (2005), die 16 Sitzungen umfasst und die Integrative Kognitive Verhaltenstherapie (KVT-PG) nach Rosner, Pfoh und Kotoučová (2011), die 20 bis 25 Sitzungen umfasst und sowohl im ambulanten Einzelsetting als auch im stationären Gruppensetting durchgeführt werden kann. Die drei Ansätze teilen die Annahme, dass wenig hilfreiches Denken und unflexible Verhaltensmuster den normalen Trauerprozess blockieren und emotionale Schwierigkeiten hervorrufen (Lorenz & Forstmeier, 2013). Zentrale Komponenten der Therapie sind Exposition und kognitive Umstrukturierung. Im Rahmen einer Exposition werden die Patienten mit belastenden Erinnerungen an den Verstorbenen konfrontiert. Im Rahmen der kognitiven Umstrukturierung werden die schlimmsten Gedanken sowie eventuelle Schuldgefühle bezüglich des Todes auf ihren Realitätsgehalt überprüft. In ersten, methodisch starken Studien erzielten diese Ansätze gute Ergebnisse, jedoch besteht viel weiterer Forschungsbedarf in diesem noch recht jungen Feld.
In der Integrativen Kognitiven Verhaltenstherapie (KVT-PG) werden Entspannungsverfahren angewendet sowie der Umgang mit dysfunktionalen Kognitionen, dysfunktionalen Trauergedanken, Emotionen und Wahrnehmungen besprochen. Hier wird versucht, dysfunktionale Prozesse zu erörtern und diese in funktionale Prozesse umzuwandeln. Dies geschieht beispielsweise mithilfe von inhaltlichem Hinterfragen und Prüfung von nicht hilfreichen Trauergedanken bzw. Denkfehlern und einer hierauf folgenden kognitiven Umstrukturierung. Im weiteren Therapieverlauf findet die Exposition mit dem Trauerfall statt, die in sensu erfolgt. Hier soll sich der Trauernde in detaillierter Form mit den schlimmsten Momenten auseinandersetzen und diese schließlich gedanklich verändern. Vielen Trauernden fällt dieser Schritt besonders schwer; so kommt es häufig vor, dass Trauernde die Auseinandersetzung mit den schlimmsten Momenten vermeiden. Da dies aber als zentral für die Überwindung der Anhaltenden Trauerstörung gilt, sollte dieser Schritt selbst bei Vermeidung in graduierter Form stattfinden. Hieraufhin findet ein Resümee der Exposition in der folgenden Sitzung statt. In weiteren Sitzungen wird die Rolle der Akzeptanz des Todesfalls und seinen Umständen in den Mittelpunkt der Therapie gerückt. Das Ziel des letzten Teils der Therapie zur Anhaltenden Trauerstörung ist die Integration und die Transformation des Trauerfalls sowie der Therapieabschluss. Themen dieser Sitzungen werden vor allem das Erbe und die weiterstehende Bindung sein, aber auch das Andenken an den Verstorbenen und die eigene Zukunft. In den letzten beiden Sitzungen wird es vor allem um das neue Leben ohne die verstorbene Person gehen sowie den Abschied zwischen Patient und Therapeut.

## Verwandte Störungsbilder
Oft wird diskutiert, ob die anhaltende Trauerstörung nicht bereits durch die bestehenden Störungsbilder der Anpassungsstörungen, Posttraumatischen Belastungsstörung (PTBS) oder Depression abgedeckt wird. Die Berechtigung eines eigenständigen Störungsbildes wird daher oft in Frage gestellt. Allerdings konnte nachgewiesen werden, dass sich die Symptomatologie von Angst, Depression und anhaltender Trauer unterscheiden und die anhaltende Trauerstörung daher besser als eigenständiges Störungsbild aufgefasst werden sollte.
Auch bezüglich der Ähnlichkeit zur PTBS kann festgehalten werden, dass sich zwar einige Gemeinsamkeiten der beiden Störungsbilder feststellen lassen, jedoch ist der jeweilige Fokus in der Symptomatik ein anderer. Zudem geht aus den Diagnosekriterien hervor, dass viele Gemeinsamkeiten der beiden Störungsbilder ebenfalls bei anderen psychischen Störungen zu finden sind. So ist aktuell davon auszugehen, dass die Unterschiede der Störungsbilder überwiegen und die anhaltende Trauerstörung als eigenständige Störung angesehen werden kann.